# Мануель Естіарте
Мануель Естіарте (ісп. Manuel Estiarte; нар. 26 жовтня 1961) — іспанський ватерполіст.
Олімпійський чемпіон 1996 року, призер 1992 року, учасник 1980, 1984, 1988, 2000 років.
Чемпіон світу з водних видів спорту 1998 року, призер 1991, 1994 років.